# Turbonilla abrupta
Turbonilla abrupta är en snäckart. Turbonilla abrupta ingår i släktet Turbonilla och familjen Pyramidellidae. Inga underarter finns listade i Catalogue of Life.